# Dudley Ward (Richter)

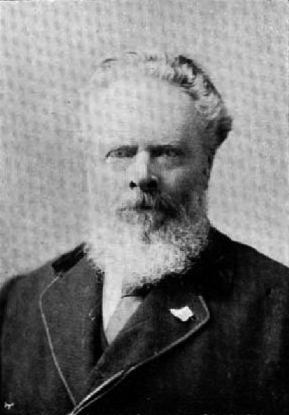
Dudley Ward

Charles Dudley Robert Ward (* 9. Juli 1827 auf See (Atlantik); † 30. August 1913 in Maori Hill, Dunedin, Neuseeland), besser bekannt als Dudley Ward, war ein neuseeländischer Richter und Parlamentsmitglied. Seine erste Ehefrau, Anne Ward, war eine einflussreiche Suffragette und bekleidete das Amt der ersten Präsidentin der Women’s Christian Temperance Union of New Zealand. Seine zweite Ehefrau, Frances Ellen „Thorpe“ Talbot Ward, war Journalistin und Reiseschriftstellerin, die sich ebenfalls für das Frauenwahlrecht einsetzte.

## Familie und Bildung
Ward kam am 9. Juli 1827 an Bord der HMS Primrose im Atlantischen Ozean zur Welt, auf der Heimreise nach Großbritannien aus Mexiko, wo sein Vater zuvor als Diplomat tätig war. Ward war der älteste Sohn von Sir Henry George Ward und Emily Swinburne und ein Cousin von William Ward und William George Ward. Sein Vater war Diplomat, Politiker und später Gouverneur von Ceylon. Ward besuchte die Rugby School und das Wadham College der Universität Oxford, erhielt jedoch keinen Abschluss. Später absolvierte er seine juristische Ausbildung am Inner Temple und wurde 1853 als Barrister zugelassen. Ward war der Enkel von Robert Plumer Ward und Sir John Swinburne, 6. Baronet.

## Karriere in Neuseeland
Am 26. Januar 1850 heiratete Ward Anne Titboald, eine gebürtige Exetererin, in Rotherhithe. Nachdem er in die Anwaltskammer aufgenommen wurde, entschieden sich die Wards, nach Neuseeland zu ziehen und kamen am 29. September 1854 an Bord der Cordelia in Wellington an. Im darauffolgenden Jahr trat er erfolgreich bei den Wahlen für das Unterhaus des zweiten neuseeländischen Parlaments an und vertrat ab dem 15. November 1855 die Wählerschaft von Wellington Country. Am 22. März 1858 trat Ward vor Ende seiner Amtszeit zurück und nahm an keinem weiteren Parlament teil.

## Richter
Nach seiner Wahl ins Parlament im Dezember 1855 wurde Ward 18 Monate später, am 1. Juni 1857, zum Vorsitzenden der Peace Sessions Courts für die Provinz Wellington ernannt und übernahm auch den Vorsitz als Richter der Magistrats Courts für Hawke’s Bay, Wairarapa und Wanganui. Ab dem 1. Januar 1864 fungierte er als Resident Magistrat in Wellington, der Hauptstadt, für eine zweijährige Amtszeit. Im weiteren Verlauf seiner Karriere wurde Ward zum Bezirksrichter für verschiedene Provinzen ernannt. Nach mehr als 49 Jahren im Dienst trat er im März 1906 im Alter von fast 79 Jahren in den Ruhestand und erhielt eine Rente von 800 Pfund pro Jahr.

### Oberstes Gericht
Ward war insgesamt viermal als amtierender Richter am Obersten Gerichtshof tätig. Er wurde im September 1867 in Dunedin, im September 1886 in Auckland, im September 1887 in Christchurch und im März 1894 erneut in Dunedin ernannt.
Im Jahr 1874–75 war Ward an der parlamentarischen Untersuchung der Ward-Chapman-Affäre beteiligt. Er hatte Anklagen wegen grober Parteilichkeit gegen Richter Chapman erhoben, was zur Untersuchung führte. Chapman ging 1875 in den Ruhestand.
Im Juni 1896 lehnte Ward eine dauerhafte Ernennung auf der Bank des Obersten Gerichtshofs ab, nachdem er das Angebot kurz nach dem Tod seiner Frau erhalten hatte. Im folgenden Jahr lehnte er auch eine weitere amtierende Richterschaft am Obersten Gerichtshof ab.

## Privatleben und zweite Frau
Ward war ein imposanter Mann mit einer kräftigen Statur. Er war 1,98 m groß und wog 110 kg. In den 1880er und 1890er Jahren lebten die Wards in einem Haus im Vorort Burwood in Christchurch. Es wurde gesagt, dass sie kaum miteinander sprachen. Später zogen sie in ein Haus in der Park Terrace im Zentrum von Christchurch. Es wurde gemunkelt, dass Ward mehrere Geliebte hatte und Richter Chapman schrieb über ihn: „ein Mann von berüchtigtem Privatcharakter und hat nicht den Anstand, ihn zu verbergen.“
Wards erste Frau Anne Ward starb am 31. Mai 1896 in Christchurch und wurde auf dem Burwood Cemetery begraben. Ward kaufte ein Haus in Maori Hill, einem Vorort von Dunedin, für eine seiner Geliebten, die Schriftstellerin Frances Ellen Talbot, besser bekannt unter ihrem Pseudonym Thorpe Talbot (* 1851; † 1923). Das Haus wurde auf den Namen eines Bekannten von Ward gehalten, aber innerhalb eines Monats nach dem Tod seiner Frau wurde Wards Name dem Titel hinzugefügt. Am 6. Januar 1902 heirateten Ward und Talbot in diesem Haus und Ward lebte für den Rest seines Lebens darin.

## Tod
Dudley Ward verstarb im Alter von 86 Jahren am 30. August 1913 in seiner Residenz in Dunedin. Er hatte keine Kinder aus beiden Ehen. Nach seinem Tod wurde sein Leichnam von seiner Witwe nach Christchurch gebracht, um neben seiner ersten Frau beerdigt zu werden. Der Grabstein trägt die Inschrift: „Nach vielen Jahren der Prüfung und des Kummers kommt Charles Dudley Robert Ward, um sein müdes Herz neben der Frau zu legen, die er am meisten liebte.“ Seine zweite Frau wurde nach seinem Tod aus ihrem Haus entfernt und geriet in Armut. Sie starb 1923 in Dunedin.